# 3 South Street (St Andrews)

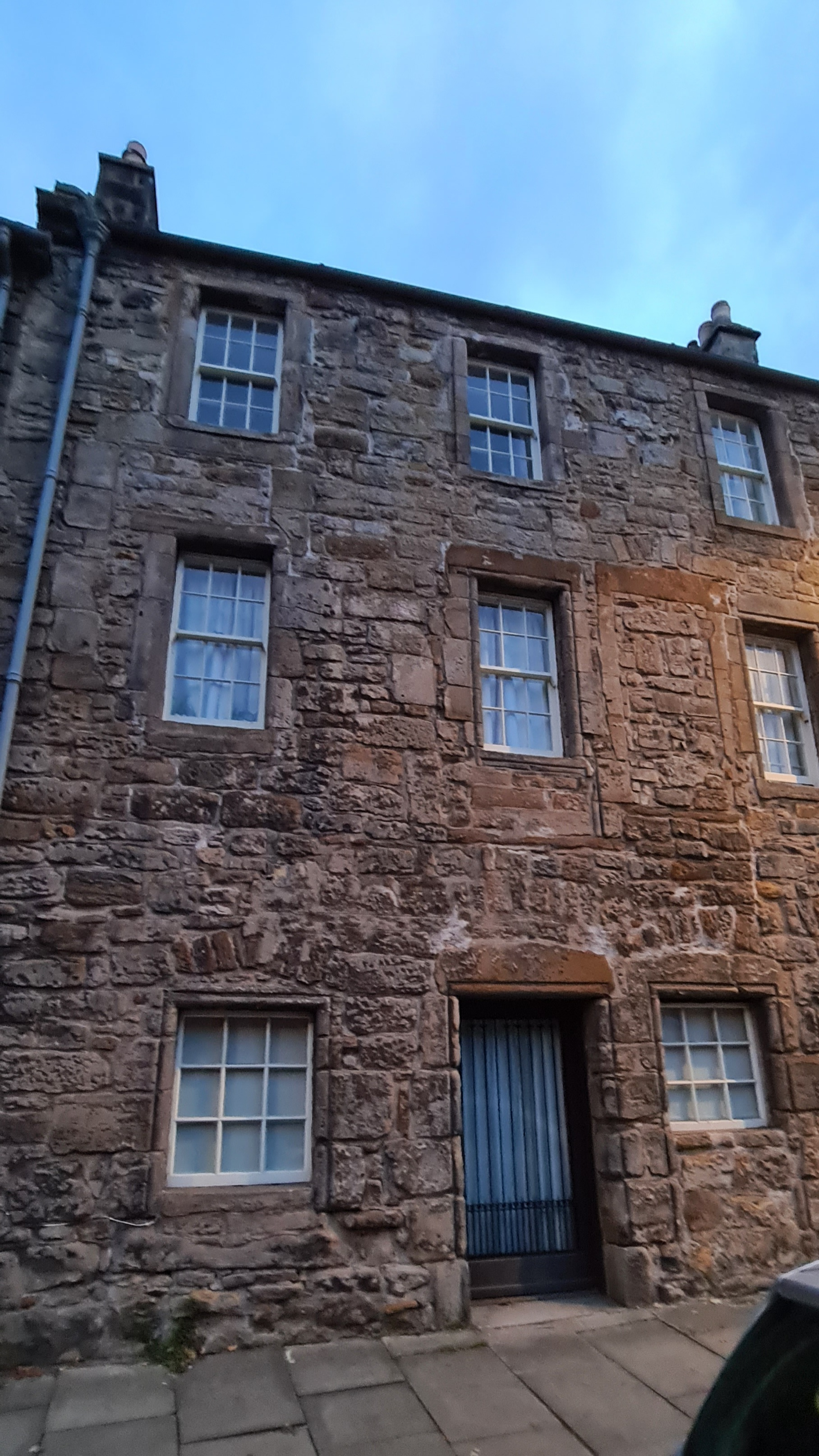
3 South Street

Unter der Adresse 3 South Street in der schottischen Stadt St Andrews in der Council Area Fife befindet sich ein Wohngebäude. 1959 wurde das Bauwerk als Einzeldenkmal in die schottischen Denkmallisten in der höchsten Denkmalkategorie A aufgenommen.

## Beschreibung
Das Wohngebäude stammt aus dem 16. oder 17. Jahrhundert. Im Zuge einer bauhistorischen Untersuchung im Jahre 2014 wurden Hinweise auf ein Vorgängerbauwerk am Standort gefunden. Im Laufe der Jahrhunderte wurde das Gebäude substanziell überarbeitet.
Das dreistöckige Wohngebäude steht an der Nordseite der South Street (A918) im historischen Zentrum St Andrews’ unweit der Ruinen der St Andrews Cathedral. Rechts schließt sich The Roundel an. 
Seine südexponierte Bruchsteinfassade ist drei Achsen weit. Die ursprünglichen Gebäudeöffnungen waren profiliert eingefasst und sind heute teils mit Mauerwerk verschlossen. Die Räumlichkeiten des Erdgeschosses schließen mit Gewölbedecken. Das schiefergedeckte Satteldach ist mit Staffelgiebeln gestaltet.